# 西宝町
西宝町（さいほうちょう）は、香川県高松市中心部の町丁。郵便番号は760-0004。一丁目〜三丁目があり、二丁目・三丁目の石清尾山上やその山麓の一部など山地にかかる部分を除き住居表示に関する法律に基づく住居表示を実施している。

## 地理
高松市役所より1.9km、高松市中心部の西に位置し、南は石清尾山、西は摺鉢谷川及びJR高徳線、北はJR予讃線及び同社車両基地の高松運転所、西は香東川によって区切られている。町内は標高232.43mの石清尾山上の部分とその山麓の平野部に分けられ、山上の部分は数軒の民家と市営峰山公園として利用される緑豊かな地域であるのに対し、平野部は県道33号高松善通寺線（旧国道11号、丸亀街道）や市道五番町西宝線といった幹線道路によって高松市都心部と近接した都心の外縁部にあたり、マンションやアパートをはじめとした住宅が密集している。
2010年国勢調査による人口は3146人（男1614人/女1532人）、世帯数は1753世帯、面積は90万8631.10m2、人口密度は3462.4人/km2。公立小学校・中学校の校区は全域が亀阜小学校・紫雲中学校に属している。
町内における都市計画法に基づく用途地域は県道33号高松善通寺線、市道五番町西宝線、市道兵庫町西通町線及び香東川沿いが容積率300%、建ぺい率80%の近隣商業地域、それ以外が容積率200%、建ぺい率60%の第一種中高層住居専用地域である。また、石清尾山山地の部分は、一般・環境保全型（山地部）の用途白地地域（特定用途制限地域）で容積率は80%、建ぺい率は50%である。

### 河川
- 摺鉢谷川

## 歴史
町名の由来は石清尾山の別名「西方寺山」による。
明治時代までは香川郡西浜村の一部にあたり、城下町に近接した農村地帯であった。北東部において摺鉢谷川にかかる高橋は旧丸亀街道にかかる橋で、ここが高松城下への西の出入口であり、城下町との境目であった。そのためここには番所がおかれ、またここを外れると街が終わり、閻魔堂（静息庵）や万日墓地があることから「そうれんじゃ、ぼんぼりじゃ、高橋越えたらゆうれん（幽霊）じゃ」と俗謡にうたわれた。主な寺院には西方寺と松岩寺があり、西方寺は延宝元年に草創、初代高松藩主松平頼重によって建立された寺で、松岩寺は開基は不明であるが岩窟に薬師如来を安置していたため穴薬師と呼ばれて庶民から信仰を集めた。克軍寺の北西には鉄砲場が位置していた。
1890年（明治23年）2月15日、自然村である西浜村は同じく自然村の宮脇村（旧）と合併して新たに行政村としての宮脇村（新）となり、この付近はかつての自然村の区域を継承した大字西浜となった。
1914年（大正3年）5月1日、宮脇村は高松市と合併（高松市にとって初の合併）し、この付近においてはそれまでの大字西浜の地域であったのが西浜新町として高松市の町丁の一部となった。なお、西浜新町となったのは、当時高松市内にはすでに西浜町（現、瀬戸内町及び扇町の各一部）が存在していたためで、それと区別するために新町を付けたものである。
現在の高松市西方寺公園や西宝三丁目郵政庁舎周辺はかつて万日ヶ原と呼ばれ、面積8341坪、約1万2千基を数える万日墓地という広大な墓地が存在していた。この墓地には宗門宗派、武士・町人を問わず様々な人が葬られ、その中には玉楮象谷などの有名人も含まれていたが戦後の都市計画により1955年（昭和30年）ごろから順次廃止され、多くの遺骨は宮脇町の峰山墓地や宮脇墓地などに改葬された。
1966年（昭和41年）、住居表示の実施に伴って西浜新町から独立し、郷東町及び宮脇町の各一部とともに西宝町一丁目〜三丁目となった。

### 町名の変遷
| 実施後       | 実施年月日         | 実施前         |
| ------------ | ------------------ | -------------- |
| 西宝町一丁目 | 1966年（昭和41年） | 西浜新町の一部 |
| 西宝町一丁目 | 1966年（昭和41年） | 宮脇町の一部   |
| 西宝町二丁目 | 1966年（昭和41年） | 西浜新町の一部 |
| 西宝町二丁目 | 1966年（昭和41年） | 宮脇町の一部   |
| 西宝町三丁目 | 1966年（昭和41年） | 西浜新町の一部 |
| 西宝町三丁目 | 1966年（昭和41年） | 郷東町の一部   |

## 主要施設
掲載順は住居表示による街区番号・住居番号順
| - 高松市営住宅西宝町A団地 - 四電工香川支店 - 高松市営住宅西宝町C団地 - 香川県警察本部第一分庁舎 - 香川県警察本部生活安全部地域課 - 香川県警察自動車警ら隊 - 香川県警察交通機動隊 - 香川銀行西宝町支店・中央市場支店 - 高松西宝町郵便局 - 大日寺 - 労住協第21ビル 西宝町ニューマンション - 高松市環境プラザ - 西宝町住宅 - 高橋 | - 高松聖ヤコブ幼稚園 - 克軍寺 - 香川県立斯道学園 - 香川県子ども女性相談センター - 香川県教育会館ミューズホール - 四国旅客鉄道研修センター - 鉄砲場住宅 - 高松市営住宅西宝町B団地 - 労住協第14ビル 西宝町マンション - 香川大学若草寮 住居表示未実施区域 - ケアハウスさぬき - 高松市峰山墓地 - 高松市峰山公園 - 川西建設回転住宅実験場 - 高松移動無線センター送信所 | - 高松市西方寺公園 - 西宝三丁目郵政宿舎 - 喜代美山荘花樹海 - 西方寺 - 高松市水道局西方寺配水池 - 松岩寺 - 郷東橋 住居表示未実施区域 - Another Style（結婚式場） |